# Accademia di pedagogia speciale Maria Grzegorzewska di Varsavia
L’Accademia di pedagogia speciale Maria Grzegorzewska di Varsavia (APS) è la più antica università pedagogica in Polonia. L'università prende nome dalla sua fondatrice Maria Grzegorzewska.

## Storia
L'università nasce nel 1922 per decisione del Ministero dell'istruzione di unire l'Istituto nazionale di fonetica e il Seminario nazionale di educazione speciale nell'Istituto nazionale di educazione speciale (PIPS) con, a capo, Maria Grzegorzewska. Nel 1970 l'istituto ricevette lo status di organismo di istruzione superiore e nel 1976 venne trasformato nell'Alta scuola di educazione speciale (WSPS). La denominazione di Accademia di pedagogia speciale risale, invece, al 2000.